# La vita è bella (romanzo)
La vita è bella è un romanzo scritto da Roberto Benigni e Vincenzo Cerami sul modello della sceneggiatura dell'omonimo film interpretato e diretto da Benigni nel 1997. Il libro è stato pubblicato nel 1998 sia da Rizzoli Editore che dalla casa editrice Einaudi.

## Trama
Nella città toscana di Arezzo, prima dell'inizio della Seconda guerra mondiale, il disoccupato Guido cerca lavoro assieme al suo amico, finché non s'imbatte nella seducente Dora: la donna è di buona famiglia ed è già promessa sposa ad un ricco e pomposo il quale pensa solo a far soldi. Infatti Guido, che già tentava di farsi notare da Dora con la sua parlantina sciolta e le sue buffe e spiritose azioni, si accorge che la ragazza non è felice e che meriterebbe di più.
L'occasione avviene proprio la serata del fidanzamento nel locale d'alta classe dove Guido lavora come cameriere: Dora, che già aveva manifestato simpatia e tenerezza per Guido, scappa con lui appena lo vede e i due poco dopo si sposano. Passano alcuni anni e giunge l'anno 1939: inizio della guerra e presto Guido comincia ad avere dei problemi seri con la politica nazista e fascista soprattutto perché ha deciso di aprire una libreria.
Ben presto Guido viene arrestato assieme alla moglie ed al piccolo Giosuè, loro figlio, e vengono tutti spediti in un campo di sterminio. Giosuè ha molta paura e così Guido tenta di consolarlo spiegandogli che tutto quanto stava accadendo era solo un gioco con lo scopo di far vincere un grande carro armato al vincitore, ovvero a chi rimaneva vivo e salvo fino alla fine dello sterminio. Guido nel campo viene separato dalla moglie e le tenta tutte pur di sostenere la sua tesi, sebbene gli orrori nel campo siano all'ordine del giorno. Pur di salvare la vita a Giosuè, Guido arriverà a chiedere l'aiuto all'amico di cella Bartolomeo.

## Edizioni
- Roberto Benigni e Vincenzo Cerami, La vita è bella, Torino, Einaudi, 1998, ISBN 88-06-14741-2.